# الشيشي
الشيشي هو تمر ينتج في محافظة الأحساء في المملكة العربية السعودية.

## مميزات
يُعتبر تمر الشيشي من الأطعمة شديدة الحلاوة. ويتميز تمور الخلاص والرزيز والشيشيب بإنتاج 75% من الإنتاج الكلي للأحساء، حيث يشكل تمر الشيشي 50% من إنتاج السعودية للتمور.

## الوصف
لون تمر الشيشي البني في أغلبه مع قاعدة صفراء ذهبية. ويتميز تمر الشيشي بقوام سميك، وجاف قليلاً. ويشمل تمر الشيشي رطوبة قدرها 17.46%. يتميز التمر بحجمه الكبير.

## نسبة السكريات
الجدول التالي يمثل نسبة السكريات إلي الوزن الجاف لثمرة، كما نشرها رئيس وحدة أبحاث المسرطنات بمستشفى الملك فيصل التخصصي.
| النوع  | النسبة |
| ------ | ------ |
| فركتوز | %30.9  |
| جلوكوز | %15.53 |
| سكروز  | %3.26  |

كما يشمل الجدول التالي نسبة السكريات إلي الوزن الجاف كما نشرتها هيئة الموصفات والمقايس والجودة بالرياض.
| النوع   | النسبة |
| ------- | ------ |
| فركتوز  | %25.47 |
| جلوكوز  | %27.47 |
| سكروز   | صفر    |
| المجموع | %52.94 |

## التاريخ
سجل تمر الشيشي في موسم صرام التمور في 2019 التي تنظمه أمانة الأحساء في مدينة الملك عبد الله للتمور أعلس سعر للمن (240 كيلو جرام) 18 ألأف ريال.